# Tentazioni di sant'Antonio (Cézanne)
La tentazione di Sant'Antonio è un dipinto a olio su tela (47x56 cm) realizzato tra il 1875 ed il 1877 dal pittore Paul Cézanne. È conservato nel Musée d'Orsay di Parigi.